# Borore
Borore (en sard, Bòrore) és un municipi italià, dins de la província de Nuoro. L'any 2007 tenia 2.352 habitants. Es troba a la regió de Marghine. Limita amb els municipis de Aidomaggiore (OR), Birori, Dualchi, Macomer, Norbello (OR), Santu Lussurgiu (OR) i Scano di Montiferro (OR).

## Administració
| Període | Identitat   | Partit        |
| ------- | ----------- | ------------- |
| 2005-   | Gesuino Cau | Llista cívica |